# Lieberose
Lieberose (baix sòrab: Luboraz) és un municipi alemany que pertany a l'estat de Brandenburg. Forma part de l'Amt Lieberose/Oberspreewald. Durant la Segona Guerra Mundial hi havia un subcamp del Camp de concentració de Sachsenhausen, com a punt de suport de la Divisió SS Kurmark. Després de la Segona Guerra Mundial hi hagué un camp de presoners del KGB.

## Districtes
- Blasdorf
- Doberburg
- Goschen und
- Trebitz
- Hollbrunn, Münchhofe i Behlow.

## Evolució demogràfica
| Any  | Població |
| ---- | -------- |
| 1875 | 2 919    |
| 1890 | 2 712    |
| 1910 | 2 576    |
| 1925 | 2 415    |
| 1933 | 2 411    |
| 1939 | 2 261    |
| 1946 | 3 330    |
| 1950 | 3 244    |
| 1964 | 2 495    |
| 1971 | 2 396    |

| Any  | Població |
| ---- | -------- |
| 1981 | 2 068    |
| 1985 | 2 017    |
| 1989 | 2 006    |
| 1990 | 1 970    |
| 1991 | 1 939    |
| 1992 | 1 892    |
| 1993 | 1 880    |
| 1994 | 1 864    |
| 1995 | 1 832    |
| 1996 | 1 823    |

| Any  | Població |
| ---- | -------- |
| 1997 | 1 796    |
| 1998 | 1 809    |
| 1999 | 1 793    |
| 2000 | 1 770    |
| 2001 | 1 707    |
| 2002 | 1 664    |
| 2003 | 1 651    |
| 2004 | 1 611    |
| 2005 | 1 613    |
| 2006 | 1 573    |

| Any  | Població |
| ---- | -------- |
| 2007 | 1 534    |
| 2008 | 1 514    |
| 2009 | 1 503    |
| 2010 | 1 485    |
| 2011 | 1 472    |
| 2012 | 1 417    |
| 2013 | 1 416    |